# فاطمة نظام
فاطمة نظام هي لاعبة ألعاب قوى بارالمبيك من البحرين. وهي أول سيدة تفوز بميدالية في أولمبياد المعاقين الصيفية للبحرين. ولقد مثلت دولتها في الألعاب البارالمبية الصيفية 2016، وفازت بالميدالية الذهبية في سباق 53F للسيدات حيث رمت لمسافة 4.76 متراً. كانت أيضا حاملة علم بلادها خلال حفل افتتاح الألعاب البارالمبية الصيفية 2016.
كما مثلت البحرين في الألعاب البارالمبية الصيفية 2008 في رمى القرص للسيدات F32–34/51–53 لكنها لم تفز بميدالية. شاركت أيضًا في مسابقة الألعاب البارالمبية الصيفية 2012 في رمي القرص للسيدات F51 / 52/53 ورمي الرمح للسيدات F33 / 34/52/53.
في بطولة العالم لألعاب القوى عام 2017، فازت بالميدالية الذهبية في سباق F53 للسيدات.

## وصلات خارجية
- فاطمة نظام على موقع Paralympic.org (الإنجليزية)
- فاطمة نظام على موقع IPC.InfostradaSports.com (مؤرشف) (الإنجليزية)
- فاطمة نظام في اللجنة البارالمبية الدولية